# Khalifa bin Zayed Al-Nahyan
Schejk Khalifa bin Zayed Al-Nahyan (även Khalifa ibn Zayid Al-Nahyan), född 7 september 1948 i al-Ayn i Abu Dhabi, död 13 maj 2022 i Abu Dhabi, var emir av Abu Dhabi samt president i Förenade arabemiraten. Han tillträdde posten den 3 november 2004 efter att hans far schejk Zayed bin Sultan Al Nahyan avlidit dagen före. På grund av sin fars dåliga hälsa styrde han landet även före faderns bortgång. 
Emiren var känd för sitt sportintresse. Han uppskattade framför allt traditionella nationalsporter som häst- och kamellöpning. 
Han fick Burj Khalifa, världens högsta byggnad, uppkallad efter sig.